# Espiadimonis de fanal
L'espiadimonis de fanal (Aeshna cyanea) és una espècie d'odonat anisòpter pertanyent a la família dels èsnids.

## Distribució
Es distribueix des dels països de la conca del Mediterrani fins a Escandinàvia (incloent Gran Bretanya), Àsia Menor, Caucas i als Urals.

## Descripció
Odonat de grandària considerable, una de les espècies més grosses d'Europa, amb 67-76 mm de llargària entre el cap i la punta de l'abdomen. Es distingeix de les altres Aeshna de la península Ibèrica per les taques verdoses de la zona superior del tòrax, dues bandes completes als dos últims segments de l'abdomen i pterostigma curt. El tòrax és verd en general, abdomen amb taques dorsals predominantment verdoses, als mascles blaves als últims segments.

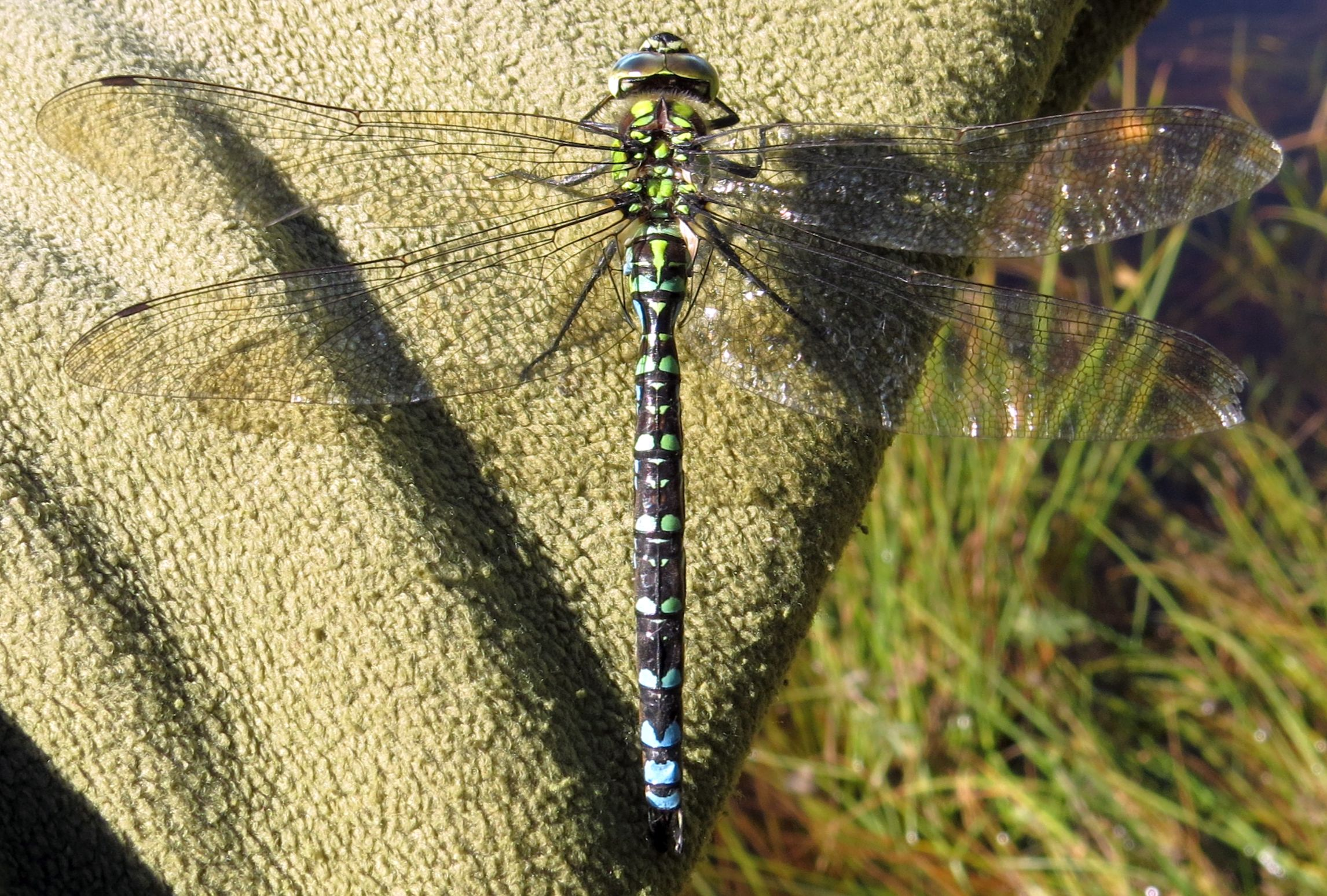
Individu masculí
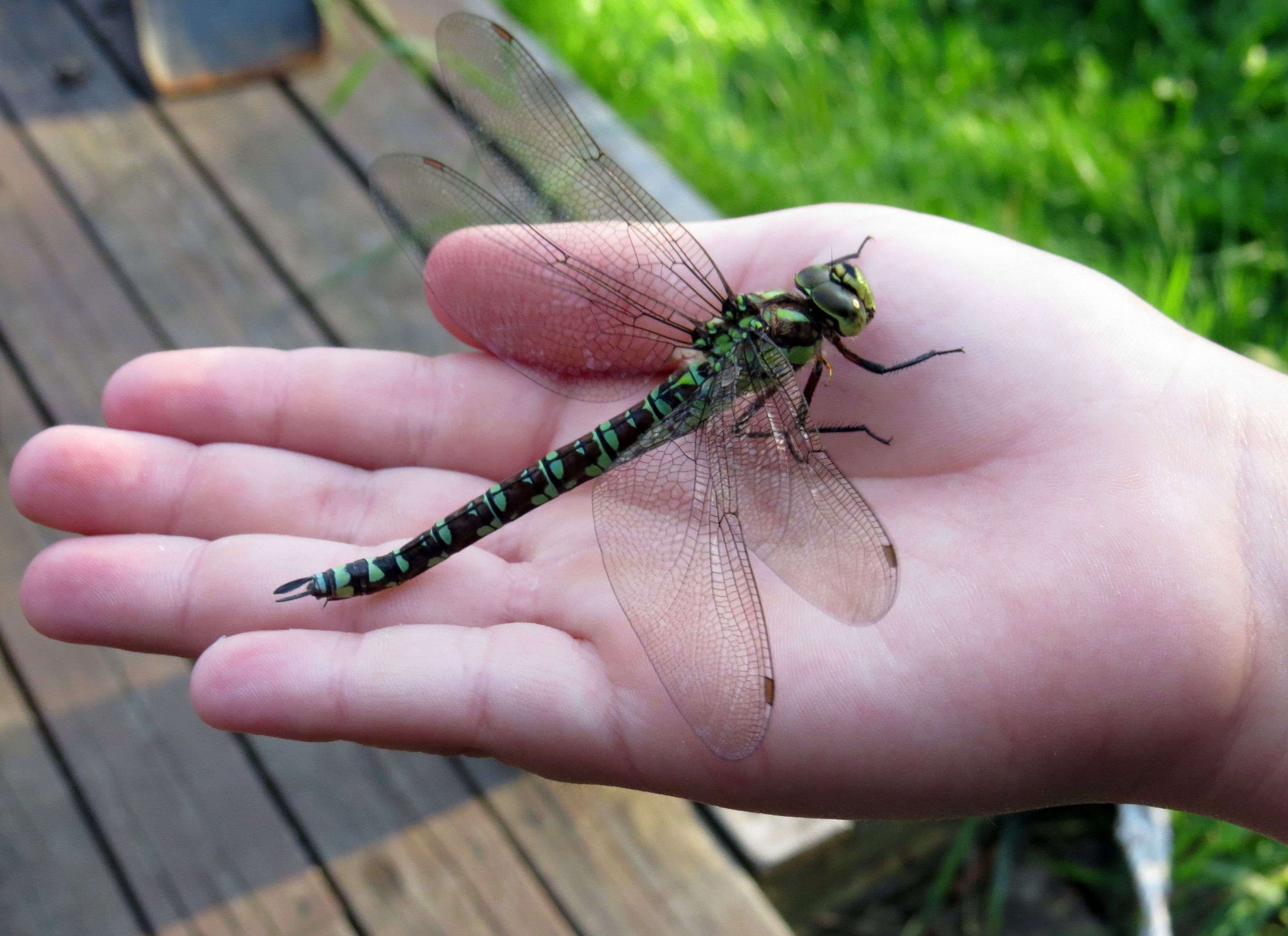
Individu femení
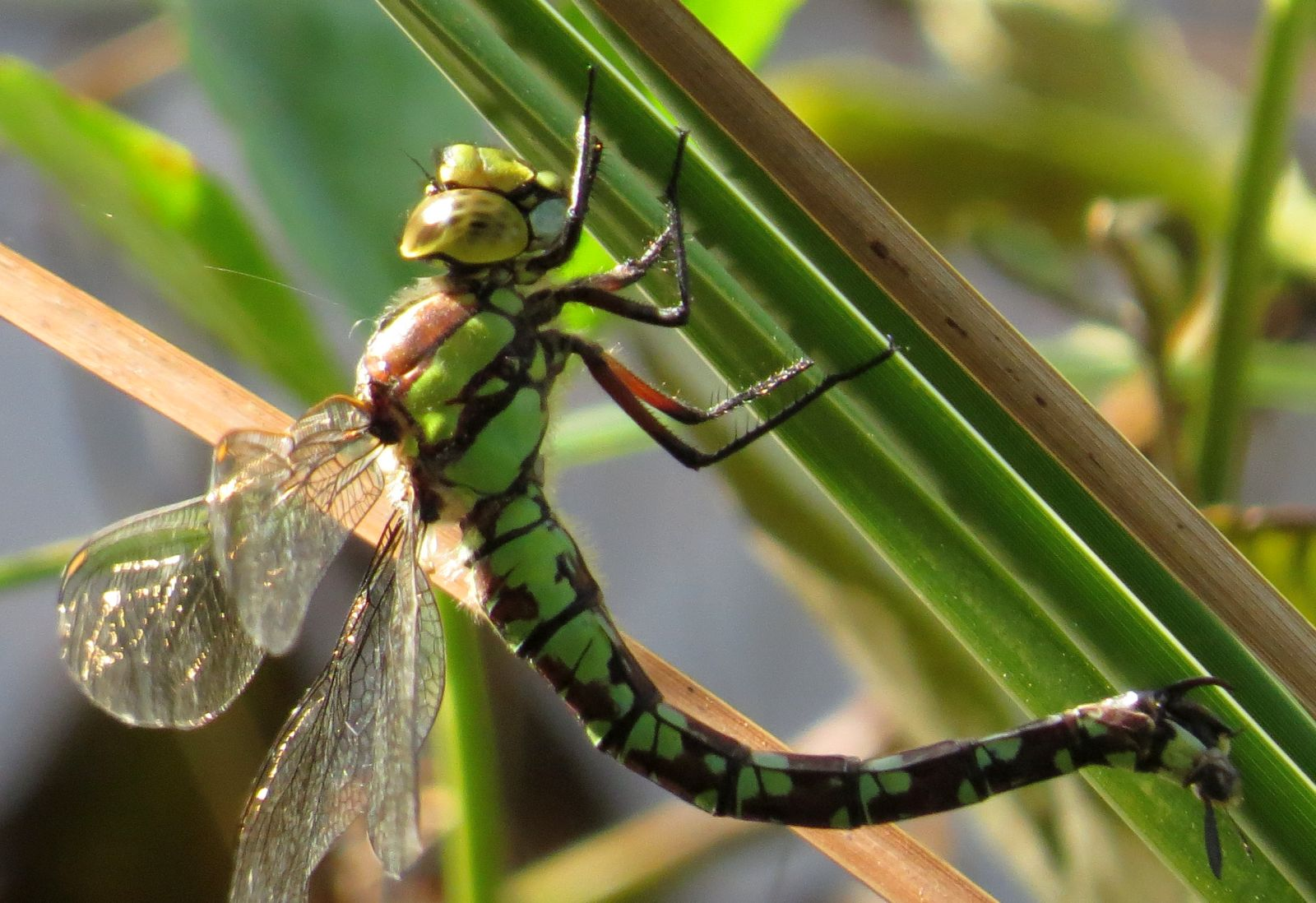
La femella pon ous
- La femella menja una vespa

## Hàbitat
Cria en un ampli ventall de masses d'aigua, però preferentment estancats (també accepta rierols amb vegetació densa a les ribes i fons pedregós), petits i ombrejats, com estanyols de jardí, basses forestals. Caça en clarianes, senders forestals i zones de matollar.

## Comportament
No és estrany observar-la en zones humanitzades i en ciutats. Mostren molta activitat al vespre, quan, un cop escalfades pel sol de l'estiu, acostumen a atrapar insectes que surten a volar durant aquest període del dia. Els mascles mostren caràcter territorial i els mascles vigilen agressivament el seu territori.

## Període de vol
Es poden veure els adults típicament entre juliol i agost, encara que en zones de la península Ibèrica vola des de l'abril fins al novembre.